# Giro di Lombardia 1960
Il Giro di Lombardia 1960, cinquantaquattresima edizione della corsa, fu disputata il 16 ottobre 1960, su un percorso totale di 226 km. Fu vinta dall'belga Emile Daems, giunto al traguardo con il tempo di 5h33'46" alla media di 40,627 km/h, precedendo gli italiani Diego Ronchini e Marino Fontana.
Presero il via da Milano 149 ciclisti e 106 di essi portarono a termine la gara. Su idea di Vincenzo Torriani, nel percorso venne per la prima volta introdotto, dopo il Ghisallo, il passaggio sul Muro di Sormano, breve salita di 1,9 chilometri con pendenza media del 16% e punte del 25%.

## Ordine d'arrivo (Top 10)
| Pos. | Corridore        | Squadra        | Tempo    |
| ---- | ---------------- | -------------- | -------- |
| 1    | Emile Daems      | Philco         | 5h33'46" |
| 2    | Diego Ronchini   | Bianchi        | s.t.     |
| 3    | Marino Fontana   | San Pellegrino | s.t.     |
| 4    | Michel Stolker   | Radium         | s.t.     |
| 5    | Ezio Pizzoglio   | San Pellegrino | s.t.     |
| 6    | Romeo Venturelli | Fides          | s.t.     |
| 7    | Carlo Brugnami   | Torpado        | s.t.     |
| 8    | Imerio Massignan | Legnano        | s.t.     |
| 9    | Silvano Ciampi   | Philco         | a 2'31"  |
| 10   | Rino Benedetti   | Ghigi          | s.t.     |